# Bahnhof Zeuthen

Der Bahnhof Zeuthen ist ein Bahnhof in der Gemeinde Zeuthen im Landkreis Dahme-Spreewald südlich von Berlin. Er liegt an der Bahnstrecke Berlin Warschauer Straße–Königs Wusterhausen, die parallel zur Bahnstrecke Berlin–Görlitz (Görlitzer Bahn) verläuft, und wird durch die Linie S46 der S-Bahn Berlin bedient, im Berufsverkehr auch durch die Linie S8. Der Bahnhof steht unter Denkmalschutz.

## Lage
Der Bahnhof befindet sich in der Gemeinde Zeuthen im Landkreis Dahme-Spreewald. Das Zeuthener Ortskern liegt ca. 500 Meter, das Stadtzentrum von Berlin etwa 25 Kilometer Luftlinie nordwestlich. Er grenzt an die Bahnstraße und die Friesenstraße. Über den Bahnübergang im Süden des Bahnhofs verläuft der Forstweg, die Landesstraße 402. Der Bahnhof Eichwalde liegt etwa 2,8 Kilometer weiter nördlich, der Bahnhof Wildau ca. 3,4 Kilometer südlich. Die Station befindet sich im Tarifbereich Berlin C des Verkehrsverbundes Berlin-Brandenburg.

## Geschichte

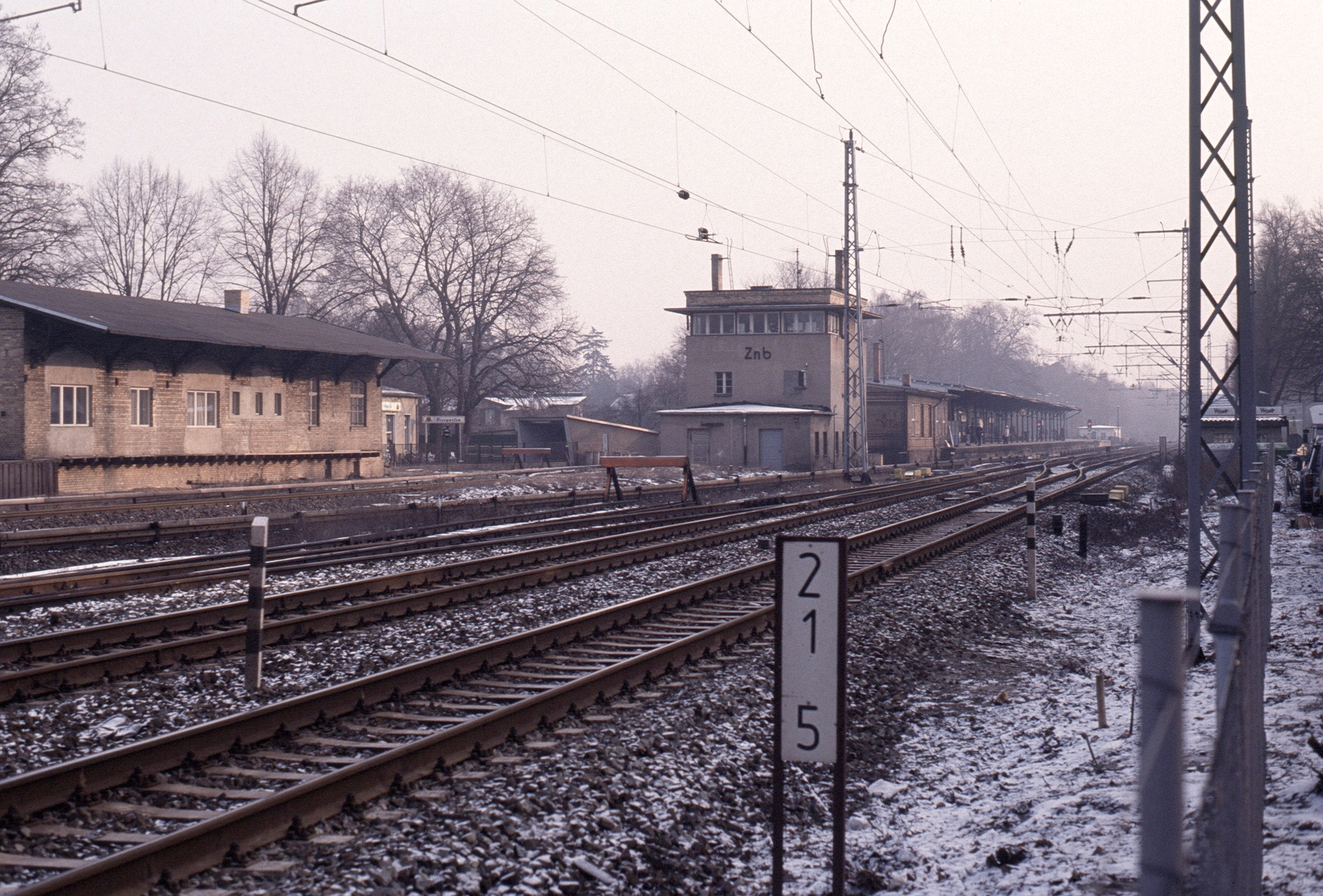
Bahnsteig, Stellwerk Znb und Güterschuppen, 1992

Nach der Eröffnung am 24. Mai 1868 lag die Station zunächst in Miersdorf an Hankels Ablage und nannte sich Hankels Ablage Bude 21. Die ersten Jahre gab es dort nur sporadische, ab dem 1. Juni 1874 regelmäßige Halte. 1892 erfolgte die Namensänderung von Hankels Ablage Bude 21 in Hankels Ablage Zeuthen. Der ursprüngliche Bahnsteig lag südlich des Forstwegs.
Zur besseren Bedienung des Ortes wurde der Bahnsteig 200 Meter nach Norden auf die nördliche Seite des Forstwegs verlegt. Der zum 1. November 1897 eröffnete neue Bahnhof erhielt den Namen Zeuthen.
Aufgrund von Kriegsschäden wurde die Station im April 1945 bis zum 21. Juni 1945 geschlossen. Am 30. April 1951 fuhren die ersten elektrischen S-Bahnen den Bahnhof an. Gegen Ende der 1960er-Jahre nahm man das Kreuzungsgleis im Bahnhof in Betrieb. Am 19. Februar 2001 wurde am südlichen Bahnsteigende ein neuer Bahnsteigzugang eröffnet.
Im Jahr 2018 begannen Arbeiten zur Herstellung eines barrierefreien Bahnsteigzugangs. Die Personenunterführung wird modernisiert und drei Aufzüge eingebaut. Darüber hinaus wird die Treppenanlage zum Bahnsteig erneuert. Die Arbeiten sollen im Oktober 2019 abgeschlossen sein.

## Anlagen

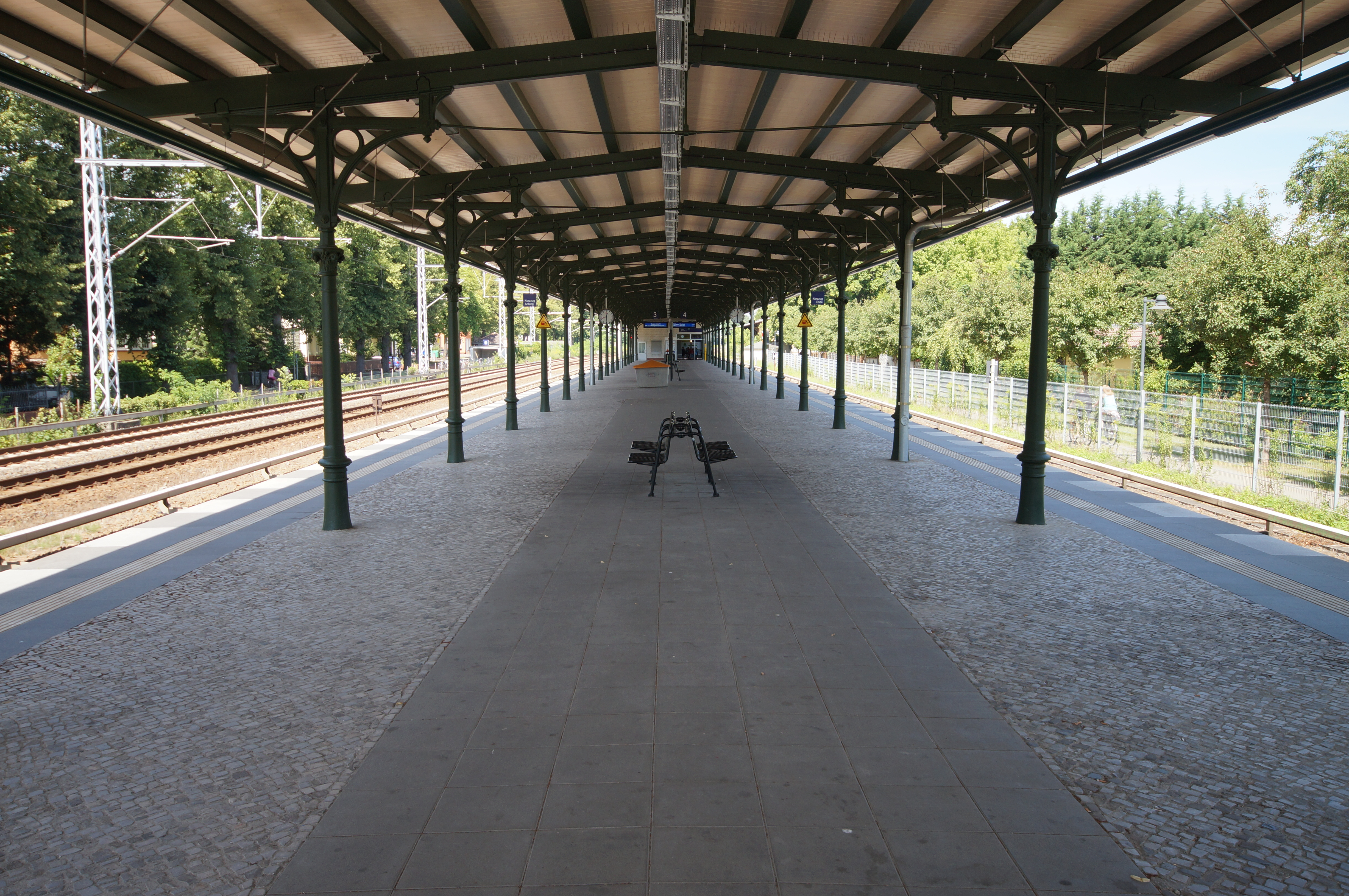
Bahnsteig in Zeuthen

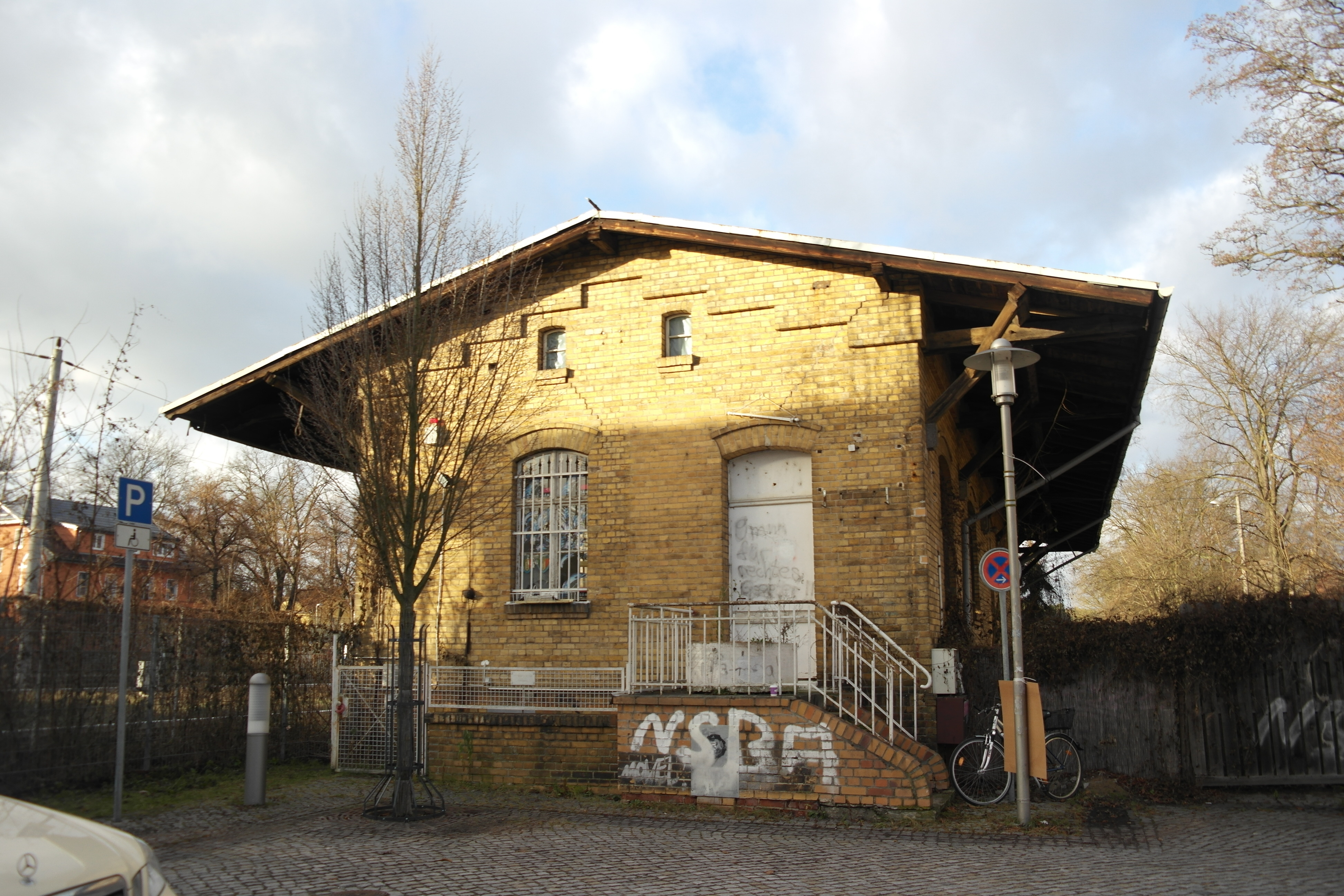
Denkmalgeschützter Güterschuppen

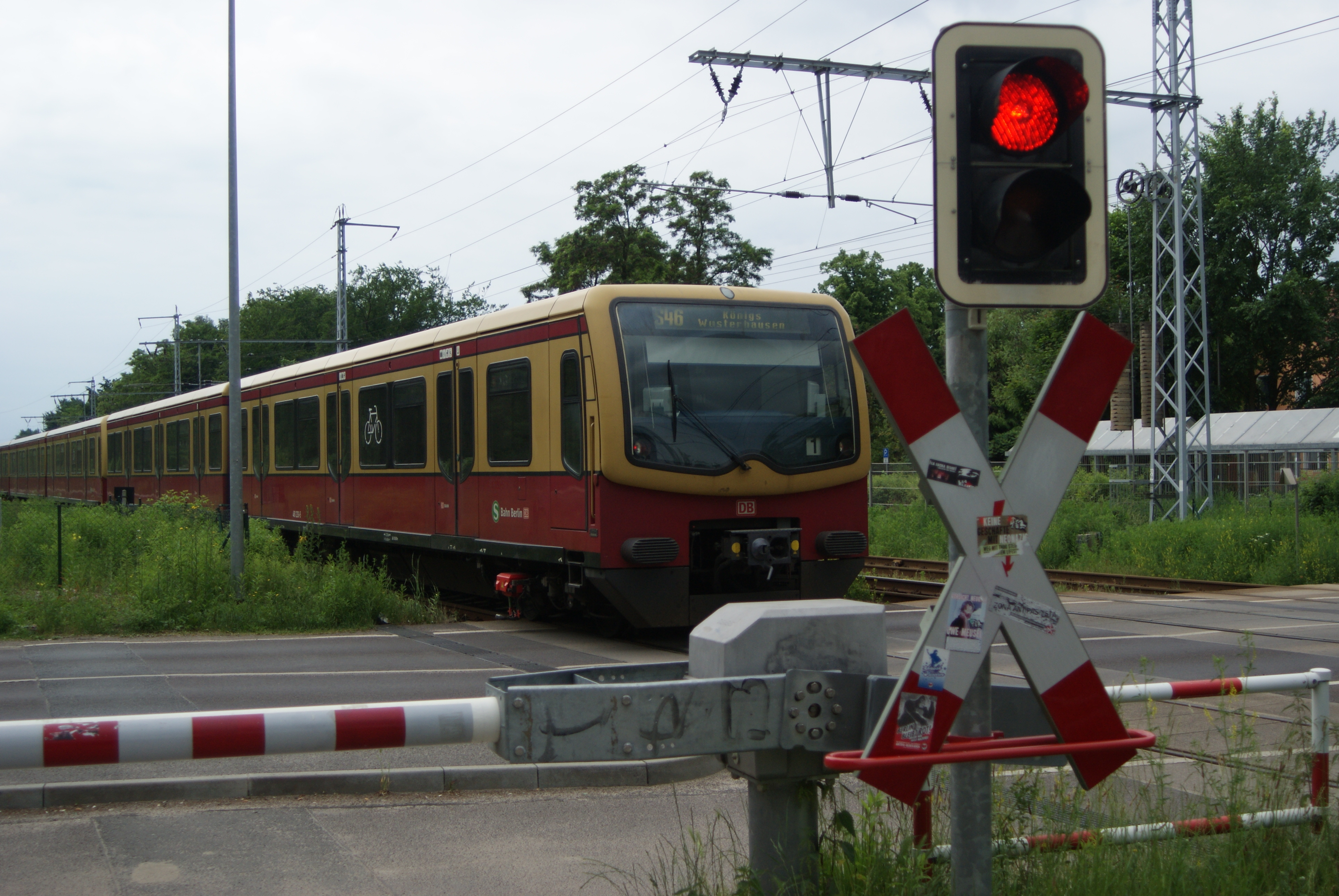
Südlicher Bahnsteigzugang mit Zug der S46 nach Königs Wusterhausen, 2010

Im Jahr 1967 verfügte der Bahnhof über vier Gleise, die von drei bis sechs nummeriert waren. Gleis 3 war 730 Meter, Gleis 4 520 Meter, Gleis 5 480 Meter und Gleis 6 180 Meter lang. 18 Weichen standen für den Verkehr zur Verfügung.
Der Bahnhof besitzt einen Mittelbahnsteig an den S-Bahn-Gleisen. Der Hauptzugang zum Bahnsteig liegt an dessen Nordseite, er ist über einen Fußgängertunnel von beiden Gleisseiten über Treppen erreichbar. Am Treppenabgang befindet sich auf dem Bahnsteig ein kleines Zugangsbauwerk. Von Süden ist der Bahnsteig ebenerdig vom Forstweg über einen beschrankten Übergang erreichbar, dieser Zugang ist barrierefrei. Westlich der S-Bahn-Gleise verlaufen die Ferngleise, wobei die Fernbahn in Zeuthen keine Betriebsstelle besitzt.
Die Anlagen des Bahnhofs Zeuthen, bestehend aus „Stationsgebäude einschließlich Zugangstreppe, Bahnsteig mit Überdachung, Personentunnel mit östlichem Zugang und westlichem Doppelzugang mit Pavillon sowie Güterschuppen mit Kopframpe und Ladezufahrtsstraße“ stehen unter Denkmalschutz. Der Güterschuppen liegt auf der Nordostseite des Bahnhofs und wird seit 2017 wieder für Veranstaltungen verwendet.

## Anbindung
| Linie | Verlauf | Takt                          |
| ----- | --- | ----------------------------- |
|       | Westend – Messe Nord/ZOB – Westkreuz – Halensee – Hohenzollerndamm – Heidelberger Platz – Bundesplatz – Innsbrucker Platz – Schöneberg – Südkreuz – Tempelhof – Hermannstraße – Neukölln – Köllnische Heide – Baumschulenweg – Schöneweide – Johannisthal – Adlershof – Grünau – Eichwalde – Zeuthen – Wildau – Königs Wusterhausen                                                                                   | 20 min                        |
|       | Birkenwerder – Hohen Neuendorf – Bergfelde – Schönfließ – Mühlenbeck-Mönchmühle – Blankenburg – Pankow-Heinersdorf – Pankow – Bornholmer Straße – Schönhauser Allee – Prenzlauer Allee – Greifswalder Straße – Landsberger Allee – Storkower Straße – Frankfurter Allee – Ostkreuz – Treptower Park – Plänterwald – Baumschulenweg – Schöneweide – Johannisthal – Adlershof – Grünau (– Eichwalde – Zeuthen – Wildau) | 20 min (nur im Berufsverkehr) |

Des Weiteren bedienen einige Regionalbuslinien den Bahnhof.